# 古丁 (愛達荷州)
古丁（英語：Gooding）是一個位於美國愛達荷州古丁縣的城市。根據2010年美國人口普查，該地人口為3567人，而該地的面積約為3.90平方千米。同時該地也是古丁縣的縣治。

## 地理
古丁的座標為42°56′14″N 114°42′59″W / 42.93722°N 114.71639°W，而該地的平均海拔高度為1089米（即3573英尺）。